# Обух, Владимир Александрович
Влади́мир Алекса́ндрович О́бух (25 марта [6 апреля] 1870, Свибло, Себежский район — 14 июня 1934, Москва) — российский и советский врач, один из организаторов советского здравоохранения.

## Биография
Родился в небольшом имении Свибло Себежского уезда Витебской губернии, в семье дочери участника польского восстания 1863 года К. И. Корсак и агронома Александра И. Обуха.
Обучался в Псковской мужской гимназии, после окончания которой в 1892 году поступил на естественный факультет Санкт-Петербургского университета. Во время учёбы вступил в один из социал-демократических кружков, изучал работы Карла Маркса и Фридриха Энгельса. Его стаж в РСДРП вёлся с 1894 года. Был пропагандистом марксизма и руководил группами пропагандистов в рабочих районах Нарвской заставы, Галерной гавани, Петербургской стороны. После первых же выступлений Владимира Ленина в печати стал горячим его сторонником (их личное знакомство состоялось в 1918 году).
В 1896 году за участие в революционной деятельности был арестован и выслан. Продолжил учёбу в Киевском университете на медицинском факультете. В Киеве также включился в революционную работу и был избран членом Киевского комитета РСДРП.
Окончив университет, в 1901 году приехал в Москву, где работал в Старо-Екатерининской больнице (ныне Московский областной клинический институт). Был избран в состав Московского городского комитета партии. При расколе партии становится большевиком. В 1904 году был арестован и после четырёхмесячного тюремного заключения выслан на родину в Себежский уезд, в конце года самовольно покинул Свибло и возвратился в Москву. Весной 1905 года вошёл в состав литературно-лекторской группы при Московском комитете РСДРП.
С 1905 по 1917 год служил в Первой градской больнице (ныне Первая городская клиническая больница имени Н. И. Пирогова) врачом-терапевтом. В дальнейшем принимал активное участие в подготовке и проведении Октябрьской революции. В 1917 году был одним из организаторов медицинской помощи красногвардейцам.
С 1919 по 1929 год был заведующим Московским городским отделом здравоохранения, член Президиума Моссовета. В 1929—1931 — профессор Второго Московского медицинского института. С 1931 года — персональный пенсионер.
Был лечащим врачом Ленина после его ранения в 1918 году. 16 февраля 1924 года председатель Малого Совнаркома РСФСР Тимофей Сапронов упоминал в докладе, что идея сохранить тело Ленина появилась не сразу и не у Комиссии по организации похорон. Предложение озвучил лечащий врач Ленина Владимир Обух сразу после смерти. Во время прощания с вождём он попросил присутствующих поддержать идею по строительству склепа и предоставить её на очередном заседании комиссии, а уже к вечеру 23 января на фабриках выносились резолюции с пожеланиями строительства склепа и сохранения тела Ленина.
Скончался 14 июня 1934 года. Урна с прахом была захоронена на Новодевичьем кладбище (участок № 3, ряд 62, место 23).

## Научная деятельность
Под руководством Обуха были проведены в жизнь новые принципы и методы социалистического здравоохранения — впервые внедрены профилактические начала и диспансерный метод, созданы «амбулаторные объединения», которые руководили диспансеризацией, были организованы диспансеры по борьбе с туберкулёзом, венерическими болезнями, наркоманиями, консультации по охране материнства, диетические столовые, ночные и дневные санатории, профилактории. В. А. Обухом был выдвинул лозунг «От борьбы с эпидемиями к оздоровлению труда».
В работе по организации здравоохранения в Москве уделял большое внимание профилактическим мероприятиям. В. А. Обух активно содействовал созданию комиссий оздоровления труда и быта при лечебных учреждениях, здравячеек на предприятиях, с помощью которых широкие массы населения были вовлечены в борьбу с эпидемиями и в работу по оздоровлению города, предприятий и жилищ. В. А. Обух выдвинул и осуществил в Москве и Московской области идею перестройки лечебных заведений на началах диспансеризации.
Однако ряд имевшихся в работе организационных недочетов привел к тому, что широко проводившаяся диспансеризация не дала в то время должного эффекта. Ставка на территориальный принцип в построении системы единого диспансера и недооценка производственного принципа — основной недостаток диспансерной работы Московской школы времен руководства Обуха.
В 1923 году усилиями Обуха создан первый в Советском Союзе Институт гигиены труда и профессиональных заболеваний. По его инициативе открыли институт ассистентов. Молодые врачи из провинции в течение трёх лет стажировались в московских больницах под руководством ведущих специалистов-медиков.
В 1925 году по инициативе Обуха стал издаваться научно-популярный журнал «За новый быт». Под его редакцией выходили также еженедельники Московского городского отдела здравоохранения и «Московский медицинский журнал».

### Основные труды
- Обух В. А. Диспансерная система здравоохранения и её достижения. — М., 1926.
- Обух В. А. Конституция и пограничные области патологии. — М., 1927.

## Память
- В 1923—1940 Научно-исследовательский институт медицины труда имени академика Н. Ф. Измерова носил имя Обуха.
- В 1935—1994 улица Воронцово Поле называлась улицей Обуха.
- В 1954 году Кривогрузинский переулок был переименован в переулок Обуха.